# کالای اطلاعاتی
کالاهای اطلاعاتی (به انگلیسی:Information goods) کالاهایی هستند که در نتیجه اطلاعاتی که در آن موجود است اهمیت و ارزش پیدا کرده‌اند. این اصطلاح به هر کالا یا خدماتی که می‌تواند دیجیتالی شود نیز اشاره دارد و برای مصرف‌کنندگان ارزش ایجاد می‌کند. نمونه‌هایی از کالاهای اطلاعاتی شامل کتاب‌ها، مجلات، نرم‌افزارهای رایانه‌ای، موسیقی و فیلم‌ها هستند. کالاهای اطلاعاتی را می‌توان کپی کرد، به اشتراک گذاشت، دوباره فروخت یا آن را اجاره کرد. کالاهای اطلاعاتی بادوام هستند و بنابراین از طریق مصرف از بین نمی‌روند. قوانین عرضه و تقاضا که به کمیاب بودن محصولات بستگی دارد اغلب در مورد کالاهای اطلاعاتی اعمال نمی‌شود و در نتیجه خرید و فروش کالاهای اطلاعاتی با کالاهای معمولی متفاوت است. کالاهای اطلاعاتی کالاهایی هستند که هزینه‌های تولید هر واحد آنها (شامل هزینه‌های توزیع) در مقایسه با هزینه‌های توسعه‌ای آنها ناچیز است. شرکت‌های آگاه هزینه‌های توسعه‌ای دارند که با کیفیت محصول افزایش می‌یابد، اما هزینه هر واحد آنها صفر است. هنگامی که یک کالای اطلاعاتی توسعه یافت، واحدهای دیگر را می‌توان با هزینه تقریباً صفر تولید و توزیع کرد. به عنوان مثال، بارگیری یک کالای اطلاعاتی از طریق اینترنت ممکن است توسط تولیدکننده مجاز شود. در تضاد، برای کالاهای صنعتی معمولاً هزینه برای هر واحد تولید و توزیع غالب است. شرکت‌هایی که دارای مزیت صنعتی هستند هیچ هزینه توسعه ای متحمل نمی‌شوند، اما هزینه‌های هر واحد با بهبود کیفیت محصول آنان افزایش می‌یابد.